# Лебідь чорний
Лебідь чорний (Cygnus atratus) — водоплавний птах родини качкових (Anatidae). У природі зустрічається по всій території Австралії і на Тасманії, інтродукований у багатьох країнах світу.
Є орнітологічною емблемою австралійського штату Західна Австралія.

## Зовнішній вигляд
Дорослі особини досягають росту від 110 до 140 см і є небагато меншими за лебедя-шипуна, а їх маса становить від 4 до 8 кг. Шия чорного лебедя найдовша серед лебедів завдяки 31 шийним хребцям, завдяки чому він може полювати під водою в глибших водоймах. У польоті шия складає більшу частину всієї довжини птаха. Оперення і лапи чорного кольору, білим є лише окреме пір'я, заховане в глибині. На краях крил у чорних лебедів кучеряве пір'я. Дзьоб яскравого червоного кольору, прикрашений білим кільцем біля краю. Колір очей варіює між оранжевим і світло-коричневим.

## Голос
На відміну від лебедів-шипунів, у чорних лебедів гучний голос, яким вони вітають один одного, супроводжуючи це підняттям і опусканням голови. Іноді вони випливають на середину водойми, кладуть голову на воду і далеко чутно сурмлять.

## Розповсюдження
Чорний лебідь в природі зустрічається по всій території Австралії і на Тасманії. В середині 19 століття його інтродуковали до Нової Зеландії, де він швидко прижився. У Європі і Північній Америці його іноді тримають в парках. Чорний лебідь віддає перевагу неглибоким водоймам з прісною водою. Поза шлюбним періодом його іноді можна зустріти й біля берегів річок.

## Спосіб життя

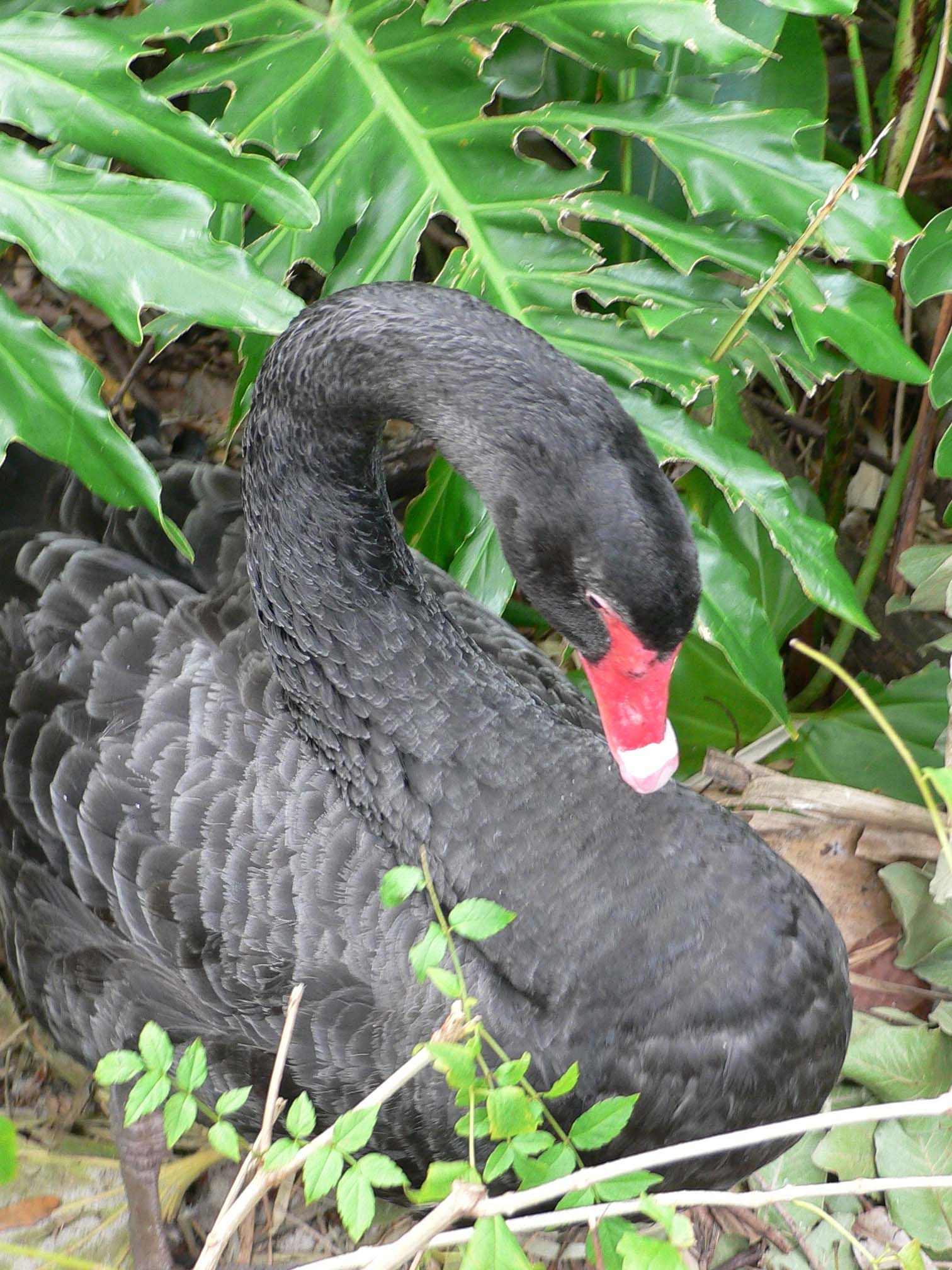
Чорний лебідь чистить пір'я

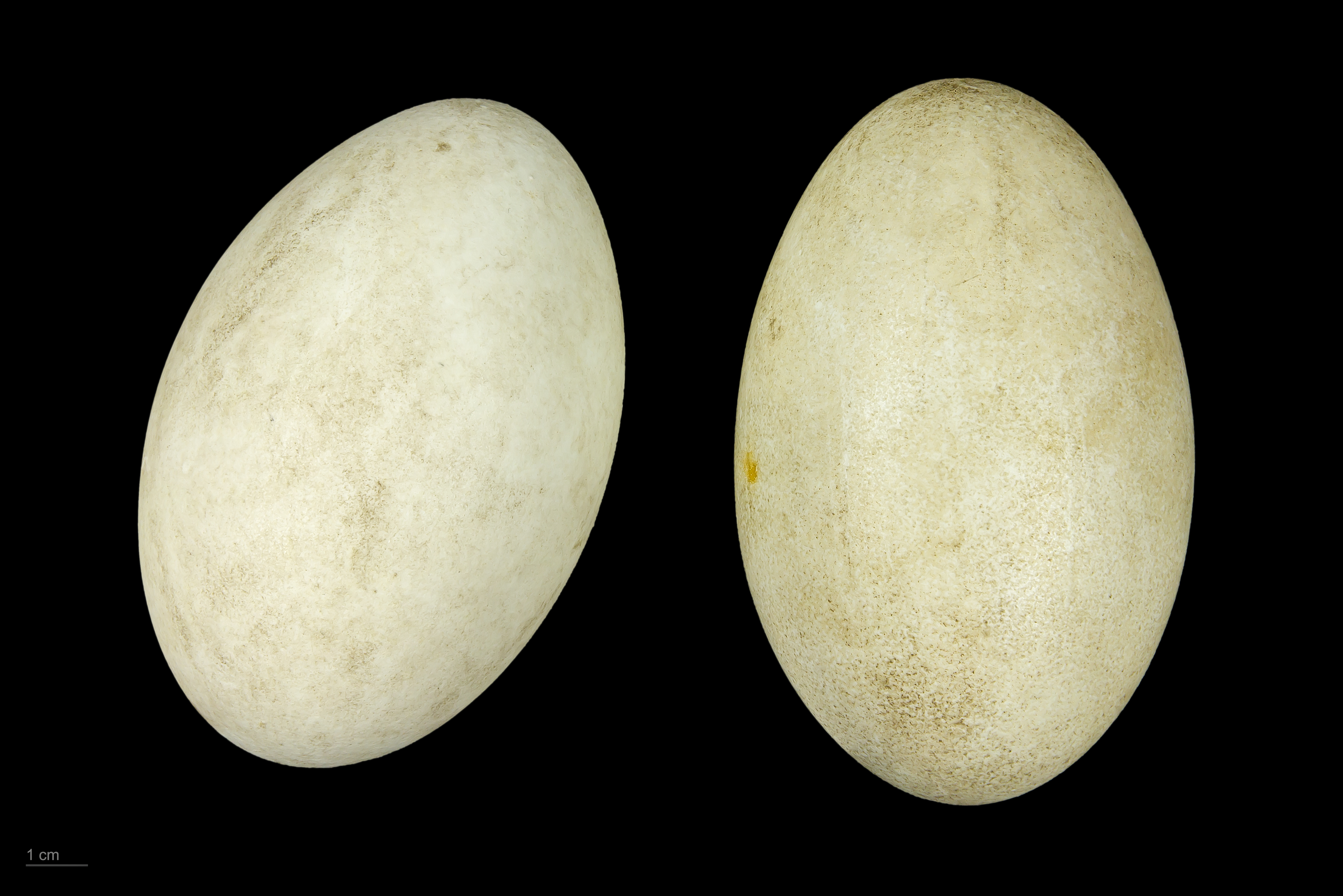
Яйце чорного лебедя в оологічній колекції (Тулузький музей)

На відміну від багатьох водних птахів і інших видів лебедів, чорний лебідь не є перелітним птахом. Проте, він дуже мобільний і навіть відносно невеликі перешкоди, такі як тривалий шум, можуть змусити його змінити місце мешкання. Нове місце, проте, розташовується зазвичай не далі ніж за 100 км від старого. Чорні лебеді в більшості випадків проводять все життя приблизно в тому ж регіоні, де народилися і виросли, реагуючи на зміни рівня води. Молоді самці намагаються перешкодити іншим самцям поселитися в своєму ареалі. У посушливі роки безліч лебедів збирається на узбережжі Австралії, в лагунах і бухтах, що охороняються.

## Живлення
Чорні лебеді живляться переважно водними рослинами і дрібними водоростями, а також зерном, наприклад пшеницею або кукурудзою. Іноді вони поїдають листя з гілок плакучих верб, що звисають до води, або ж прибережні трави.

## Розмноження

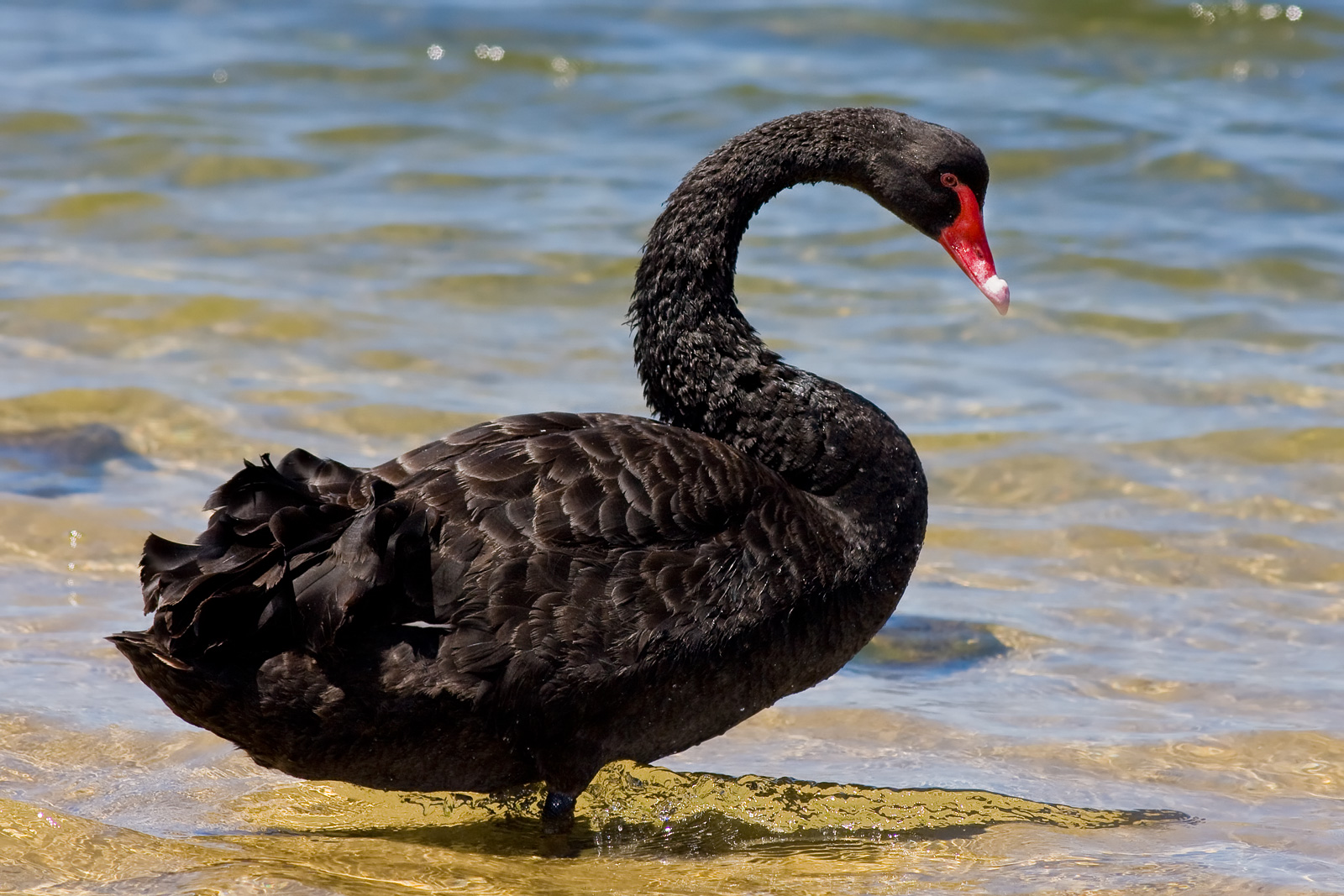

Шлюбний період варіює залежно від регіону і типових для нього щорічних циклів високого рівня води. Проте, привезені до Європи чорні лебеді іноді зберігають свій старий австралійський ритм і виводять своїх пташенят узимку. Як правило, чорні лебеді гніздяться в колоніях, будуючи крупне горбоподібне гніздо на мілководді. З року в рік вони можуть повторно користуватися одним і тим же гніздом, підправляючи його, наскільки це необхідно. Як і інші лебеді, чорний лебідь моногамний птах і не міняє своїх партнерів. Обидва батьки беруть участь в будівництві гнізда і годуванні потомства.
Самка відкладає від чотирьох до восьми зеленуватих яєць, які надалі по черзі висиджують обидва батьки впродовж шести тижнів. Самці погано справляються з цим завданням, оскільки часто забувають перевертати яйця дзьобом або ж сідають мимо яєць. Самці і самки спільно годують і захищають дитинчат, які через п'ять місяців після народження вчаться літати. Статева зрілість приходить у віці від двох з половиною до трьох років, після цього самці стають досить агресивними, особливо в неволі.